# Abbyville
Abbyville és una població dels Estats Units a l'estat de Kansas. Segons el cens del 2000 tenia 128 habitants.

## Demografia
Segons el cens del 2000, Abbyville tenia 128 habitants, 47 habitatges, i 36 famílies. La densitat de població era de 260,1 habitants per km².
Dels 47 habitatges en un 42,6% hi vivien nens de menys de 18 anys, en un 70,2% hi vivien parelles casades, en un 4,3% dones solteres, i en un 23,4% no eren unitats familiars. En el 19,1% dels habitatges hi vivien persones soles el 4,3% de les quals corresponia a persones de 65 anys o més que vivien soles. El nombre mitjà de persones vivint en cada habitatge era de 2,72 i el nombre mitjà de persones que vivien en cada família era de 3,17.
Per edats la població es repartia de la següent manera: un 30,5% tenia menys de 18 anys, un 3,9% entre 18 i 24, un 32% entre 25 i 44, un 21,1% de 45 a 60 i un 12,5% 65 anys o més.
L'edat mediana era de 38 anys. Per cada 100 dones de 18 o més anys hi havia 97,8 homes.
La renda mediana per habitatge era de 43.750 $ i la renda mediana per família de 45.625 $. Els homes tenien una renda mediana de 29.000 $ mentre que les dones 26.667 $. La renda per capita de la població era de 16.080 $. Entorn del 4,9% de les famílies i el 5,6% de la població estaven per davall del llindar de pobresa.

## Poblacions més properes
El següent diagrama mostra les poblacions més properes.